# دوناتو سابیا
دوناتو سابیا (ایتالیایی: Donato Sabia; ۱۱ سپتامبر ۱۹۶۳ – ۷ آوریل ۲۰۲۰) دونده اهل ایتالیا بود.